# フロアタム
フロアタムまたはフロアトム（英: floor tom）は、主にポピュラー音楽で使用される打楽器である。

## 概要
フロアタムは主に低音を奏でる太鼓である。主にドラムセットの１つとして使うことが多い。
筒状で縦長い形をしており、演奏者から見て右の方に置くのが一般的である。